# Gieves & Hawkes
Gieves & Hawkes est un tailleur bespoke anglais installé au no 1 Savile Row à Londres. La maison, qui trouve ses origines en 1771, est l'une des plus anciennes entreprises de confection sur mesure au monde, même si formellement elle s'établit dans sa forme actuelle en 1974. Elle habille à l'origine les officiers de la Royal Navy et de la British Army. Gieves & Hawkes dispose de plusieurs Royal Warrants. La maison réalise principalement du sur-mesure, des uniformes militaires, ainsi qu'également du prêt-à-porter. Elle reste une institution en Angleterre.  

## Historique

### Hawkes
Thomas Hawkes, né à Stourbridge, vient à Londres pour faire fortune en 1760. Il est alors l'employé de M. Moy sur Swallow Street à Londres, le fabricant de casquettes et bonnets de velours. M. Moy, qui boit beaucoup, laisse le jeune Hawkes libre de cultiver sa clientèle aristocratique. En 1771, Moy meurt et Hawkes ouvre sa  propre boutique à Londres sur Brewer Street. Il bénéficie de multiples commandes des soldats de l'Empire grâce à sa technique permettant de rendre le cuir des casques résistant à un coup d'épée ; il devient fournisseur du roi George III. Il est alors décrit en 1793 comme « Helmet, Hat and Cap-maker to the King » (« Casque, chapeau et casquette pour le roi »). À sa mort en 1809, son gendre Richard Moseley prend le tête de l'entreprise puis au milieu du siècle, son neveu Henry Thomas White qui impose sa spécialisation du fil d'or dans les uniformes militaires.

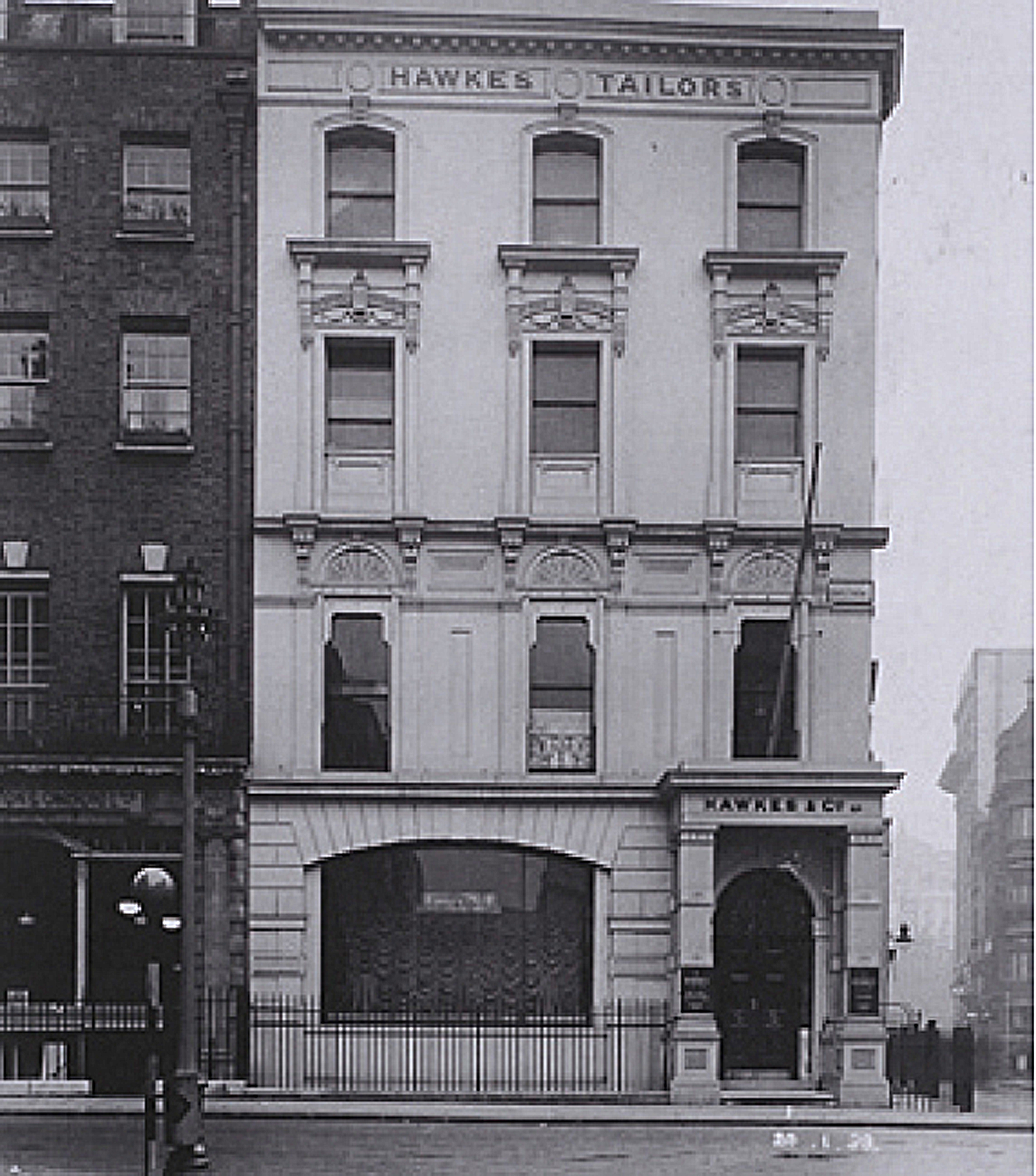
Hawkes & Co. à Savile Row en 1936

Hawkes & Co achète le no 1 Savile Row en 1912.

### Gieve
James Gieve s'associe en 1852 à Joseph Galt (propriétaire du tailleur Meredith à Portsmouth spécialisé dans les uniformes de la Navy) et nomment l'entreprise Galt & Gieves,. James Gieve en devient le seul propriétaire en 1887, nommée alors Gieve & Co. Mais il meurt le 23 mars de l'année suivante : ses deux fils, James Watson et John prennent la suite. James Watson Gieve développe l'affaire en s’installant dans les principaux ports du royaume-Uni à l'aube du XXe siècle. En parallèle, il installe  également à Londres au 21, George Street en 1903 pour confectionner uniformes et tenues de cérémonies. Il reçoit par la suite sa première commande royale, venant du roi George V pour son uniforme d'officier de la Navy ainsi que son premier Royal Warrant. Puis en 1912 il déménage et s'agrandit sur South Molton Street. La Première Guerre mondiale est source de revenus pour l'entreprise face à la demande d'uniformes d'officiers. Après la guerre un atelier ouvre sur Bond Street et la maison se diversifie vers les uniformes pour les écoles privées ou ceux du personnel des navires de croisières. Lorsque James Gieve meurt en 1927, Rodney Watson Gieve prend les rênes de la maison. Durant la Seconde Guerre mondiale, l'entreprise est sollicitée pour les uniformes de l'armée anglaise mais plusieurs établissements situés dans les ports britanniques sont bombardés, ainsi que celui de Bond Street. À la sortie de la guerre, moins d'uniformes sur mesure sont demandés et la maison évolue vers du prêt-à-porter ainsi que des modèles pour femmes. Vers cette époque, la majeure partie des succursales sont fermées et seule la boutique de Londres perdure.

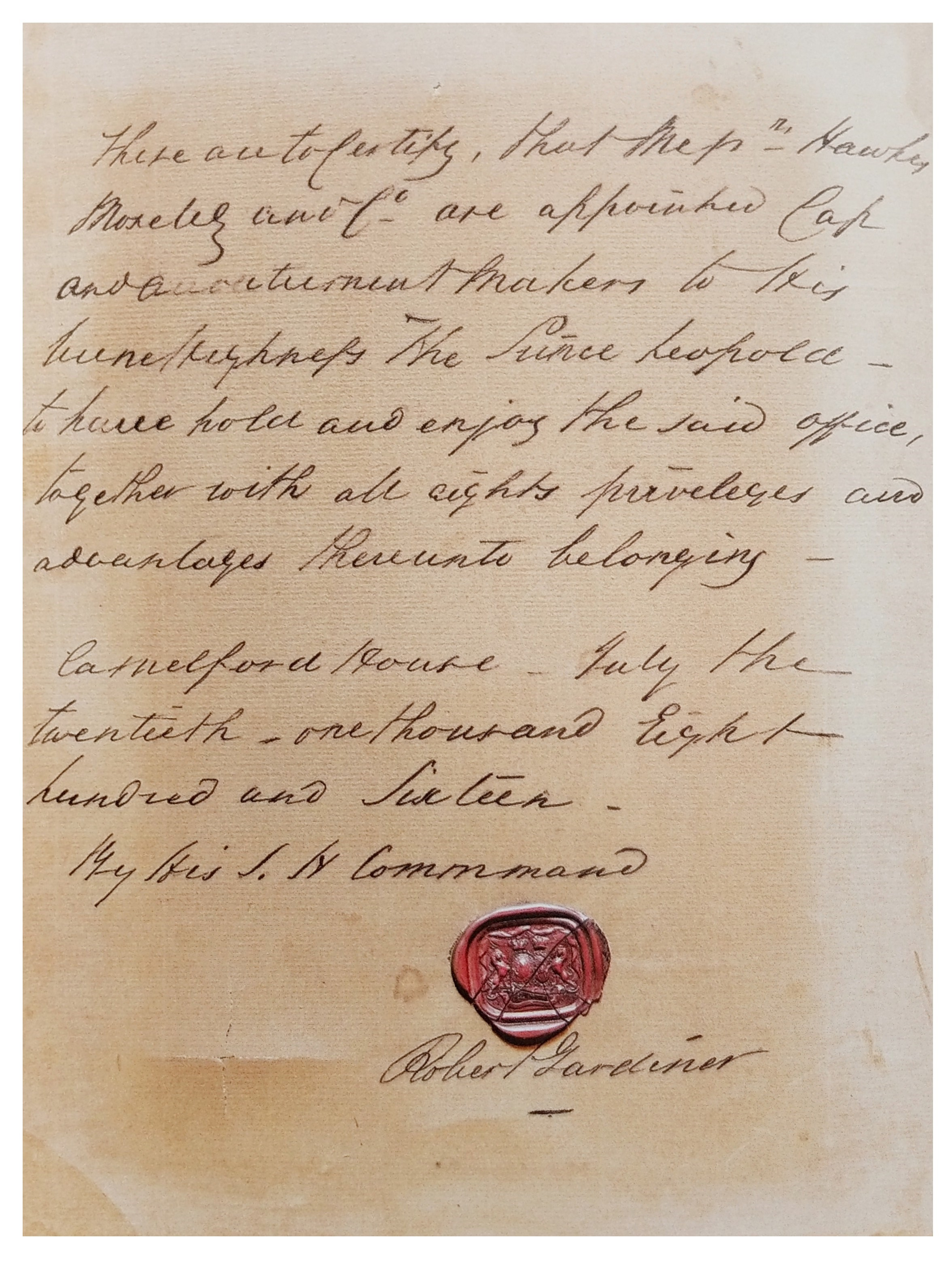
Warrant accordé par le Prince Leopold à Hawkes, Moseley & Co. en 1816.

### Gieves avec Hawkes
Gieves Ltd se joint à Hawkes en 1974 dans l'emplacement du no 1 Savile Row ; la maison devient Gieves & Hawkes. 
La maison est membre fondateur de la Savile Row Bespoke Association destinée à représenter les tailleurs de la rue de Londres au début des années 2000. Gieves & Hawkes dispose de larges archives d'uniformes militaires. Alexander McQueen y fait sa formation. 

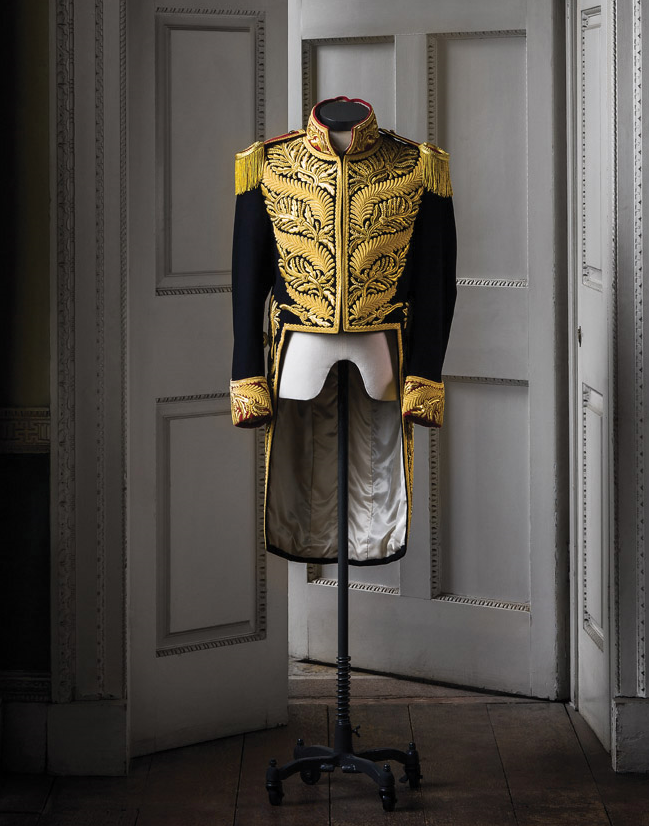
Tailcoat réalisé pour Michael Jackson pour sa tournée Bad de 1987-89. Le style est basé sur l'uniforme civil des années 1930 porté à la cour, avec quelques détails d'inspiration militaire.

L'entreprise est achetée par un groupe d'investisseurs alliés au promoteur immobilier et fabricant de vêtements basé à Hong Kong, USL Holdings Ltd, en 2002. Gieves, la marque de Gieves & Hawkes conçue par Joe Casely-Hayford, est présentée pour la première fois sur le podium lors de la Fashion Week de Paris en 2006. L'année suivante, Robert Gieve, la cinquième et dernière génération de la famille au sein de Gieves & Hawkes, décède. Début 2012 l'enseigne diffuse une ligne de prêt-à-porter, dessinée par Barry Tulip. En mai de la même année, Gieves & Hawkes est acquis par Trinity Limited, et la distribution de Gieves & Hawkes continue de se développer avec 68 magasins et concessions au Royaume-Uni et à Hong Kong, en Chine et à Taïwan. Par la suite, la maison est la propriété de Trinity Limited lui-même appartenant au groupe chinois Shandong Ruyi.
Fin 2021, l'énorme dette de Shandong Ruyi, estimée à quatre milliards de dollars, vient mettre en péril la survie de Gieves & Hawkes. Un repreneur est espéré,.

### Source
- Caroline Cox (préf. Cameron Silver), Le luxe en héritage : Secrets d'ateliers des grandes maisons, Dunod, 2014 (1re éd. 2013), 285 p. (ISBN 978-2-10-070551-1), « 1771 : Gieves & Hawkes », p. 24 à 29.